# Sigi Renz
Siegfried „Sigi“ Renz (* 2. August 1938 in München; † 1. Februar 2025 in Regensburg) war ein deutscher Radrennfahrer.

## Sportlicher Werdegang
Renz feierte in den 1960er und 1970er Jahren Erfolge bei Bahnradrennen und bei Eintagesrennen. Er wurde auch Deutscher Meister im Straßenrennen 1963. Bei den Straßenradsport-Weltmeisterschaften war er 1961 (25.), 1963 (10.) und 1964 (ausgeschieden) am Start. 1961 startete er zum einzigen Mal bei der Tour de France, konnte sie aber nicht beenden.
Zwischen 1963 und 1972 startete Sigi Renz bei 158 Sechstagerennen, von denen er 23 gewann, die meisten davon mit Rudi Altig, Klaus Bugdahl und Wolfgang Schulze.
Er lebte viele Jahre in München und war Inhaber eines Radsportgeschäfts. Bis zu dessen Ende 2009 organisierte Renz als Sportlicher Leiter das Münchener Sechstagerennen. In den letzten Jahren lebte er im Regener Ortsteil Bettmannsäge im Bayerischen Wald. Er starb am 1. Februar 2025 im Alter von 86 Jahren nach einer fünfstündigen Not-OP an den Folgen einer Krebserkrankung.

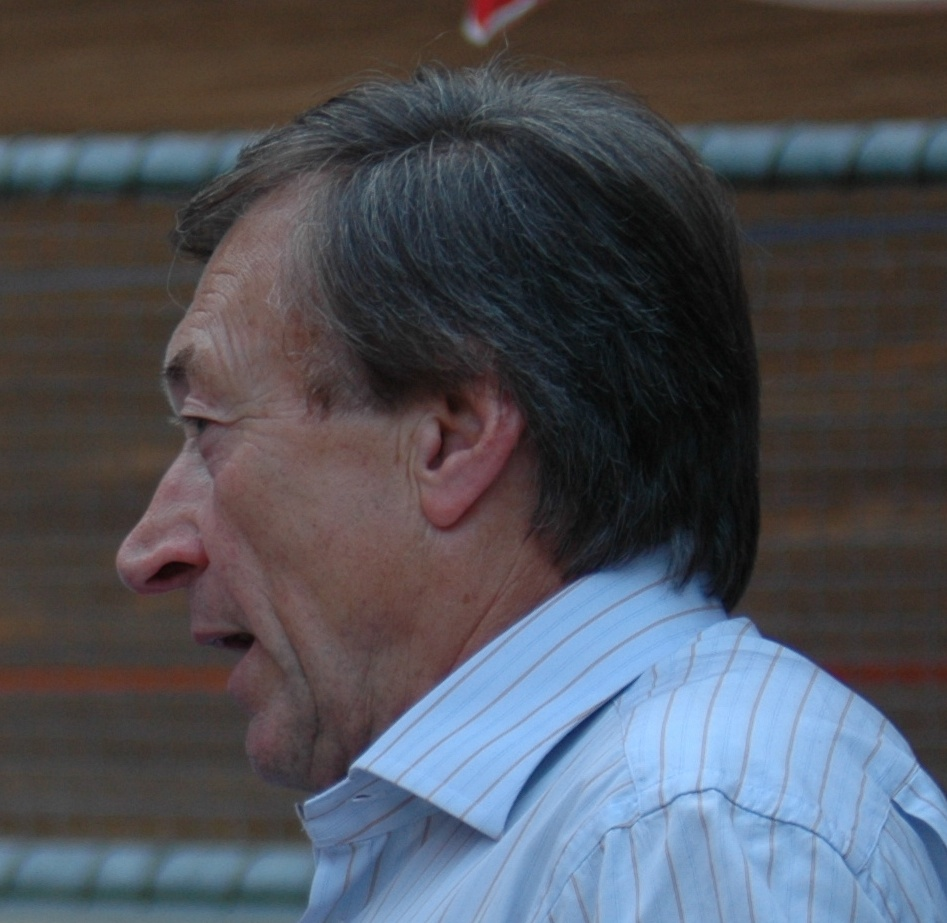
Sigi Renz (2006)

## Palmares

### Bahn
1962
- Deutscher Meister – Einerverfolgung

1963
- Deutscher Meister – Zweier-Mannschaftsfahren

### Straße
1963
- Deutscher Meister – Straßenrennen